# Manuel Schmiedebach
Manuel Schmiedebach (* 5. Dezember 1988 in Berlin) ist ein deutscher Fußballspieler.

## Familie
Schmiedebachs Vater Helmut ist Deutscher mit irischen Vorfahren. Seine Mutter Betty ist Kolumbianerin, die mit ihrer Mutter als Kind nach Venezuela  auswanderte. Sein Großvater ist Marokkaner mit portugiesischen Vorfahren. Manuel Schmiedebach ist zweisprachig aufgewachsen, Spanisch und Deutsch. Er hat drei Schwestern und einen Bruder.

## Karriere

### Vereinskarriere

#### Jugend- und Amateurbereich
Schmiedebach spielte ab 2003 in der Jugend für Hertha BSC und wurde dort Deutscher Meister der B-Junioren 2004/05. Zur Saison 2008/09 wechselte er von der zweiten Mannschaft der Hertha zur zweiten Mannschaft von Hannover 96. In der ersten Saison erzielte er in der Regionalliga für Hannover 96 II in 30 Spielen fünf Tore und gab zwölf Vorlagen.

#### Hannover 96
Seit der Saison 2009/10 gehörte Schmiedebach dem Bundesligakader von Hannover 96 an. Sein erstes Bundesligaspiel absolvierte er am 8. August 2009 bei der 0:1-Niederlage seines Teams bei Hertha BSC. Hier wurde er vom damaligen Trainer Dieter Hecking in der 89. Spielminute für Jiří Štajner eingewechselt. Am Ende der Saison stand der Klassenerhalt seiner Mannschaft. In der Saison 2010/11 qualifizierten er und sein Team sich mit dem vierten Platz in der Liga für die Europa League. Er kam dort mit seinem Team bis ins Viertelfinale. Am 23. August 2012 erzielte Schmiedebach sein erstes Pflichtspieltor für die erste Mannschaft von Hannover 96 beim 5:3 gegen Śląsk Wrocław. Am 3. Mai 2014 (33. Spieltag) erzielte er beim 2:0-Sieg im Auswärtsspiel gegen den 1. FC Nürnberg sein erstes Bundesligator.
Nach dem Abstieg in die 2. Bundesliga 2016 verlängerte Schmiedebach seinen Vertrag bei Hannover 96 bis zum 30. Juni 2020. Hannover schaffte den direkten Wiederaufstieg. Schmiedebach war in der Aufstiegssaison Mannschaftskapitän, verzichtete zur folgenden Saison 2017/18 aber auf das Amt. In dieser Saison wurde er ab dem 15. Spieltag vom damaligen Trainer André Breitenreiter nicht mehr eingesetzt.

#### 1. FC Union Berlin
Schmiedebach wechselte daher zur Saison 2018/19 auf Leihbasis zum 1. FC Union Berlin in die 2. Bundesliga. Nur bei einem Abstieg der Unioner in die 3. Liga wäre der Leihvertrag nach der Saison beendet gewesen. Da Union aber zur Saison 2019/20 in die Bundesliga aufstieg, wandelte sich der Leihvertrag durch eine Klausel in einen Festvertrag um. In der Aufstiegssaison war Schmiedebach im defensiven Mittelfeld gesetzt. Nachdem er in der Erstligasaison aber nur fünfmal zum Einsatz gekommen war, wurde sein auslaufender Vertrag 2020 nicht verlängert.

#### Vereinslosigkeit und Amateurbereich
Im Oktober 2020 kam ein Wechsel zum Zweitligisten SC Paderborn 07 nicht zustande, obwohl die Verhandlungen bereits weit fortgeschritten waren. Schmiedebach blieb daraufhin bis Juli 2021 vereinslos, ehe er zum brandenburgischen Siebtligisten Grün-Weiß Ahrensfelde wechselte. Mit Ahrensfelde stieg er in seiner ersten Saison in die Brandenburgliga auf. Im Jahr 2024 folgte der Aufstieg in die fünftklassige Oberliga Nordost.

### Nationalmannschaft
Schmiedebach kam zwischen 2006 und 2007 zu zehn Einsätzen für die deutsche U-19-Nationalmannschaft, bei denen er ein Tor erzielte.
Wegen seiner multinationalen Wurzeln ist er für verschiedene nationale Verbände spielberechtigt und zog in Erwägung, für die venezolanische Fußballnationalmannschaft aufzulaufen.

## Erfolge
Hannover 96
- Viertelfinalist in der Europa League 2012